# Puerto Piña
Puerto Piña es un corregimiento del distrito de Chepigana en la provincia de Darién, República de Panamá, con una población de 1.113 habitantes. Esta pequeña comunidad costera se encuentra a unos 50 km al noroeste de la frontera con Colombia. Aquí se halla un consorcio turístico, denominado "Tropi" por los lugareños, que constituye el único negocio del pueblo. El resto de la economía consiste en la agricultura y la pesca de subsistencia. La pequeña ciudad se encuentra al lado de la Bahía Piña, una bahía estrecha entre dos promontorios que es frecuentado por las ballenas jorobadas y delfines mulares.